# مات هاميل
مات هاميل (بالإنجليزية: Matt Hamill) هو فنان قتال مختلط أمريكي، ولد في 5 أكتوبر 1976 في لوفلاند في الولايات المتحدة.

## وصلات خارجية
- مات هاميل على موقع يو إف سي (الإنجليزية)
- مات هاميل على موقع شيردوغ (الإنجليزية)
- مات هاميل على موقع Tapology.com (الإنجليزية)
- مات هاميل على موقع IMDb (الإنجليزية)
- مات هاميل على موقع قاعدة بيانات الفيلم (الإنجليزية)